# هومورا تاتسو
هومورا تاتسو (به ژاپنی: 炎立つ)؛ با ترجمه تحت‌الفظی آتش ایستاده، نام یک مجموعه تلویزیونی تاریخی و سی و دومین سری از فیلم‌های مجموعه تلویزیونی تایگا است. این مجموعه ۳۲ قسمت دارد و توسط ان‌اچ‌کی در سال از ۱۹۹۳ تا ۱۹۹۴ میلادی پخش شده‌است. داستان این مجموعه در مورد تاریخ ناحیه توهوکو در دوره هی‌آن و دوره کاماکورا، از ظهور فوجیوارا نو کیوهارا تا نابودی خاندان فوجیوارای شمالی است.